# I. e. 595
Évszázadok: i. e. 7. század – i. e. 6. század – i. e. 5. század
Évtizedek: i. e. 640-es évek – i. e. 630-as évek – i. e. 620-as évek – i. e. 610-es évek – i. e. 600-as évek – i. e. 590-es évek – i. e. 580-as évek – i. e. 570-es évek – i. e. 560-as évek – i. e. 550-es évek – i. e. 540-es évek
Évek: i. e. 600 – i. e. 599 – i. e. 598 – i. e. 597 –  i. e. 596 – i. e. 595 – i. e. 594 – i. e. 593 – i. e. 592 – i. e. 591 – i. e. 590

## Események
- Lázadás tör ki Babilóniában II. Nabú-kudurri-uszur ellen.
- Hérodotosz szerint a föníciaiak II. Nékó egyiptomi fáraó megbízásából körülhajózzák Afrikát

## Trónra lépések
- II. Pszammetik egyiptomi fáraó

## Halálozások
- II. Nékó egyiptomi fáraó